# Йёкюльсаургльювюр
Йёкюльсаургльювюр (исл. Jökulsárgljúfur) — национальный парк Исландии. Открылся в 1973 году, 7 июня 2008 года стал частью национального парка Ватнайёкюдль.
Находится на севере Исландии на реке Йёкюльсау-ау-Фьёдлюм. Занимает площадь 150 км².
Парк известен своими каньонами, следами вулканической активности и биоразнообразием. Восемь тысяч лет назад один вулкан возник прямо под рекой и в результате мощного извержения, со смесью скал, пара и воды образовалось то, что сейчас называется Йёкюльсаургльювюр.  
На территории парка находится водопад Деттифосс, считающийся одним из мощнейших в Европе и каньон Аусбирги, напоминающий своей формой подкову. 

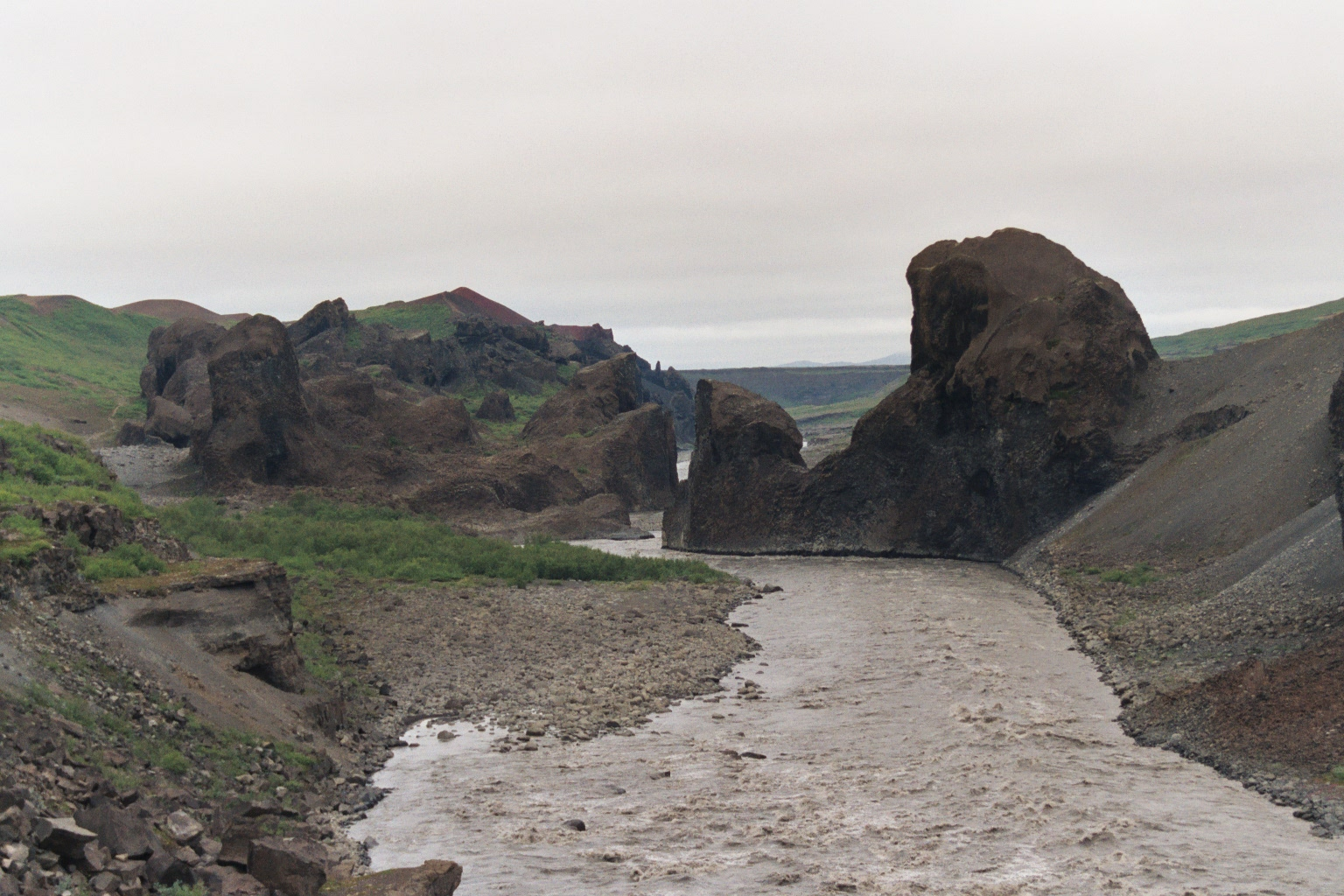
Регион Rauðhólar
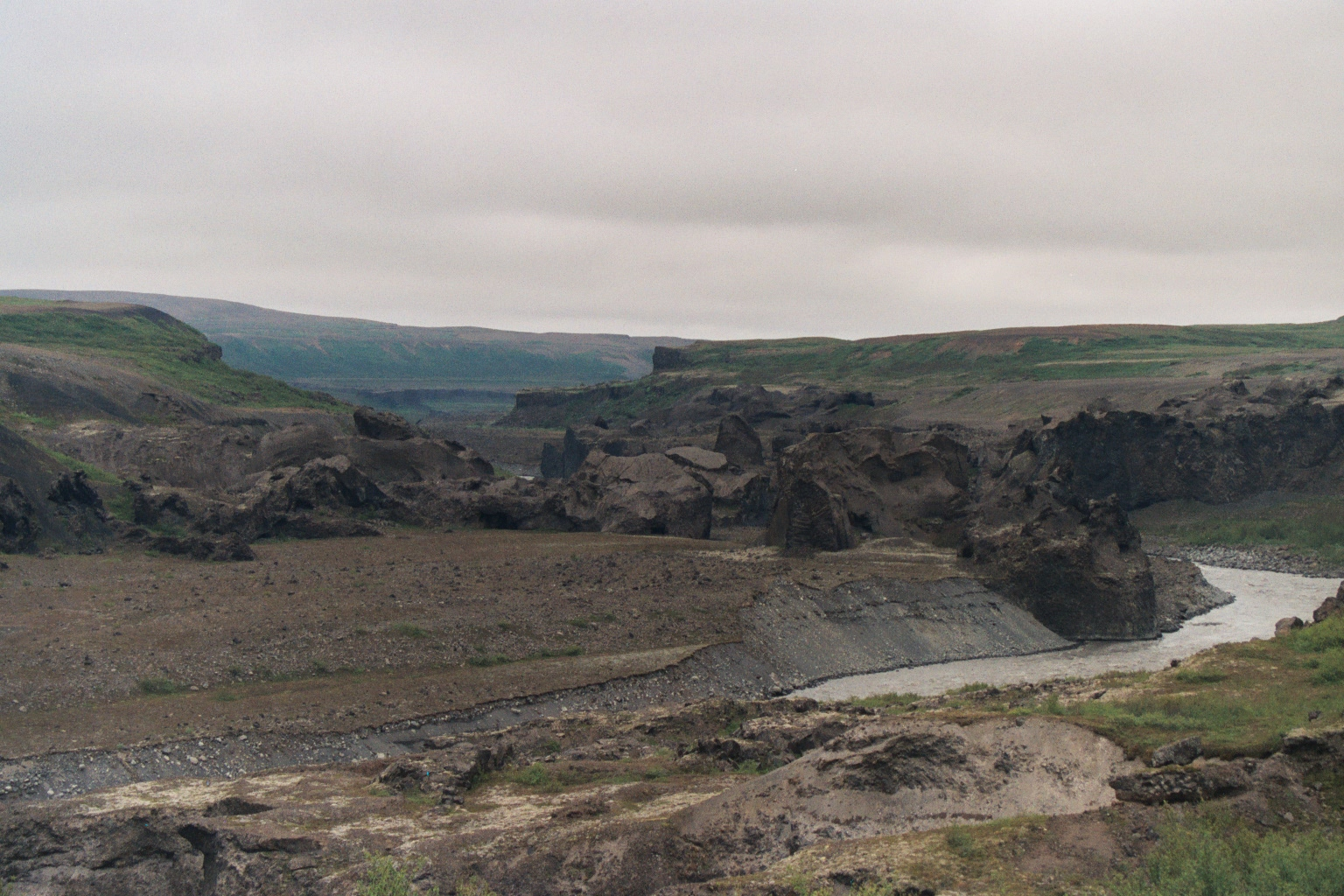
Регион Rauðhólar
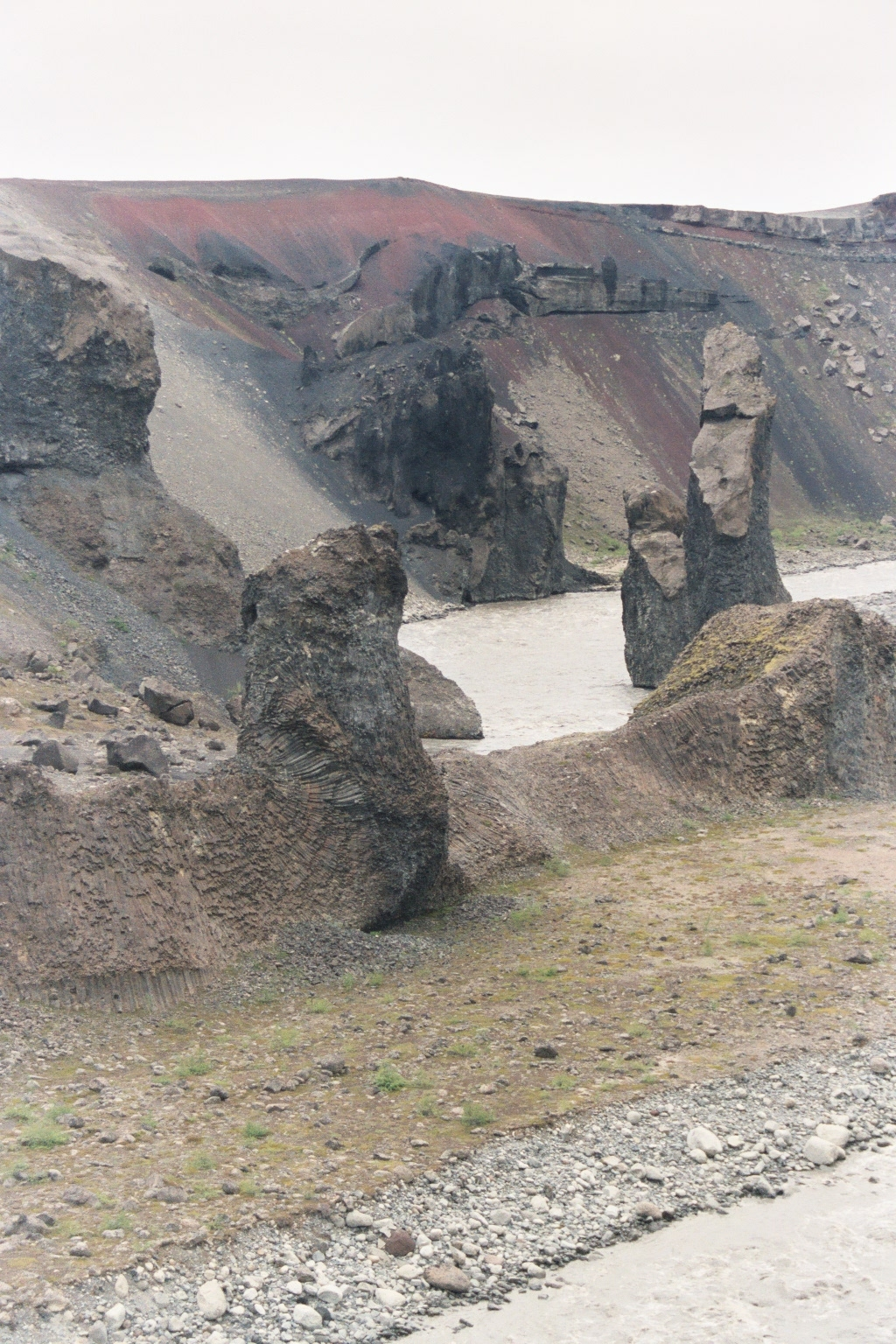
Красный Холм
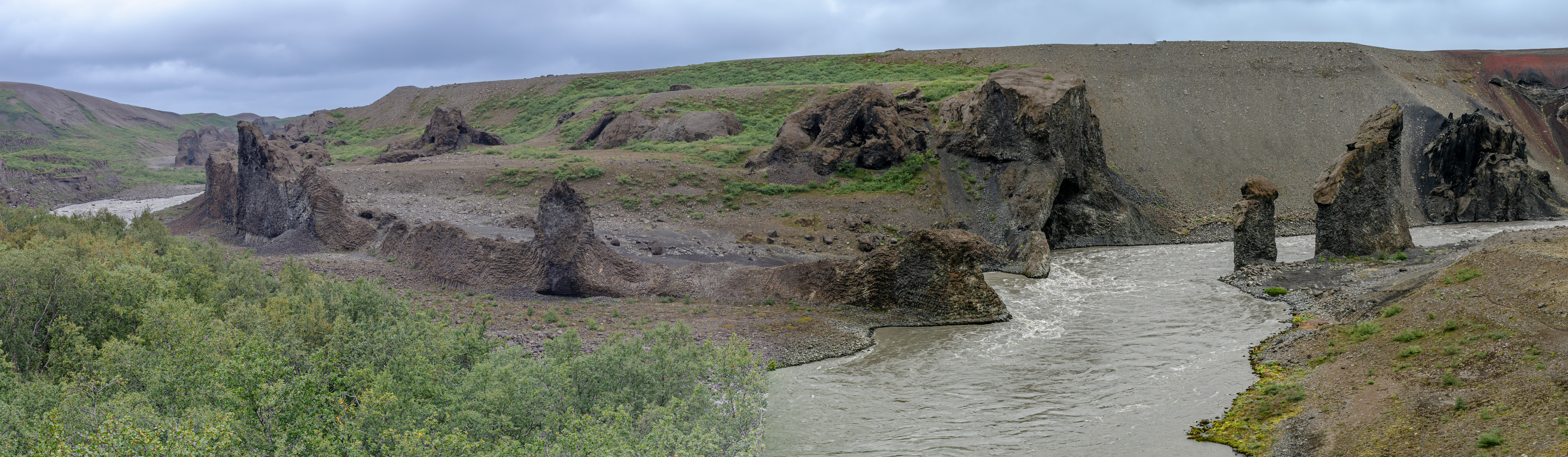
Сформировавшийся базальт Karl-Kerling (Мужчина и Женщина)
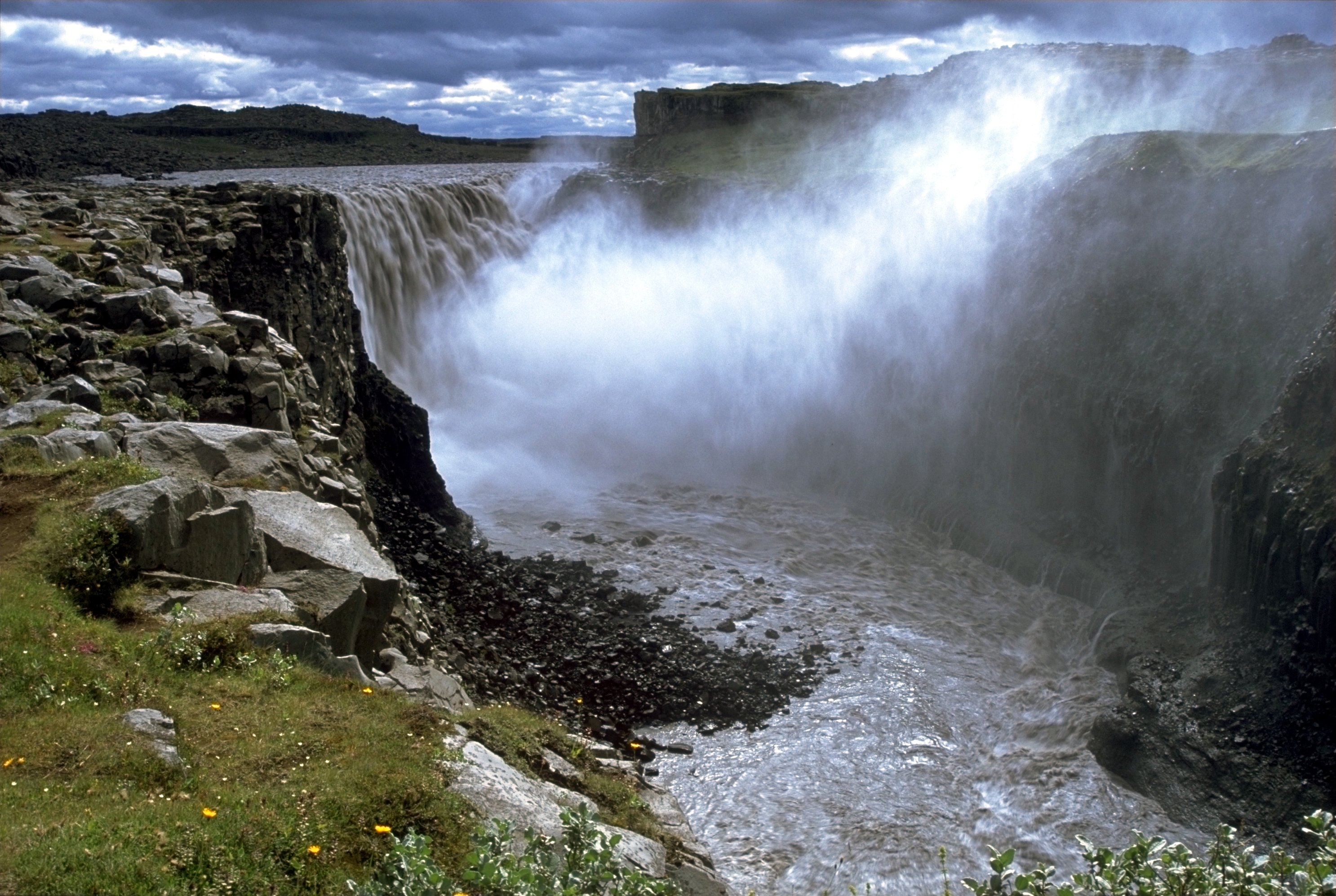
Водопад Деттифосс